# Ulla Koppel
Ulla Koppel (Ulla Bülow Lemvigh-Müller Koppel, * 18. März 1948 in Kopenhagen) ist eine dänische Schauspielerin. 

## Werdegang
Koppel wuchs in einem künstlerisch und musikalisch geprägten Elternhaus auf, wodurch sie schon frühzeitig mit Musik und Gesang in Berührung kam sowie auch Klavierunterricht bekam. Koppel war in ihrer Jugendzeit an verschiedenen Amateurtheatern und anschließend am Odense Teater in Odense tätig. Bevor sie die Schauspielschule besuchte, war sie auch als Souffleuse im Kopenhagener Boldhus-Theater tätig. Dem deutschen Publikum wurde sie insbesondere durch die dänische Verfilmung von Henry Millers Roman Stille Tage in Clichy im Jahr 1970 bekannt, in dem sie eine der Hauptrollen spielte. 
Bei Ulla Koppel wurde Multiple Sklerose diagnostiziert, worunter sie seit einiger Zeit leidet. Sie beschäftigt sich zurzeit, auch krankheitsbedingt, künstlerisch als Malerin und Graphikerin.

## Familie
Am 11. August 1969 heiratete sie den Komponisten und Musiker Anders Koppel. Ihr  gemeinsamer Sohn Benjamin Koppel (* 1974) ist ein Jazz-Saxophonist, Bandleader, Komponist und Musikproduzent; ihre erste Tochter Sara Koppel (* 1970) ist Künstlerin und Malerin; ihre zweite Tochter Marie Carmen Koppel (* 1971) ist Soul- und Gospel-Sängerin.

## Filmografie
- 1968: Jeg elsker blåt
- 1970: Stille Tage in Clichy (Stille dage i Clichy)
- 1971: Den forsvundne fuldmægtig
- 1972: Smil mand!
- 1973: Afskedens time
- 1977: Nyt legetøj
- 1977: Fiskerne
- 1977: Terror
- 1978: Vejen til byen
- 1981: Cirkus Casablanca